# مؤسسه علوم فضایی و فضانوردی ژاپن
مؤسسه علوم فضایی و فضانوردی ژاپن (انگلیسی: Institute of Space and Astronautical Science) یا (ISAS) مؤسسه علوم فضایی و فضانوردی، یک سازمان ملی تحقیقات ژاپنی در زمینهٔ اخترفیزیک است که با استفاده از موشک‌ها، ماهواره‌های اخترشناسی و کاوشگرهای بین سیاره‌ای نقش مهمی در توسعهٔ فضایی ژاپن دارد. از سال ۲۰۰۳، این مؤسسه بخشی از آژانس کاوش‌های هوافضای ژاپن (JAXA) است.